# Рут Гаррієт Луїз
Рут Гаррієт Луїз (при народженні Гольдштейн, 13 січня 1903 — 12 жовтня 1940) — американська професійна фотографка. Керівниця портретної студії Metro-Goldwyn-Mayer з 1925 по 1930 рік, перша жінка-фотографка, що працювала в Голлівуді. За свою кар'єру, яка тривала лише 5 років, вона зробила понад 100 000 знімків зірок Голлівуду.

## Життєпис
Народилася в Нью-Йорку, виросла в Нью-Брансвіку, штат Нью-Джерсі. Була дочкою рабина, і обоє її батьків іммігрували з Європи до Америки наприкінці століття. Її братом був Марк Сендріч, режисер мюзиклів за участі Фреда Астера і Джинджер Роджерс, а її двоюрідною сестрою була акторка німого кіно Кармел Маєрс.
Одружилася з письменником і режисером Лі Джейсоном. Свідком на весіллі був Вільям Вайлер.
1930 року народила сина Лея-молодшого, який помер від лейкемії, коли йому було 6 років. 
Рут Луїз померла в 1940 році у 37 років від ускладнень при пологах.

## Кар'єра
Рут Луїз почала працювати портретною фотографкою у 1922 році, у Нью-Брансвіку, в музичному магазині в кварталі від синагоги, у якій її батько був рабином. Більшість її фотографій цього періоду зображають членів її сім'ї та парафіян храму її батька.
У 1925 році вона переїхала до Лос-Анджелеса і створила невелику фотостудію. Першим її опублікованим фото з Голлівуду було зображення Вільми Банкі в костюмі для фільму Темний Ангел, яке з'явилося в журналі Photoplay у вересні 1925 р. Коли Луїз найняли в MGM головною портретною фотографкою, їй було 22 роки і вона була єдиною жінкою, яка працювала портретною фотографкою у голлівудських студіях. За кар'єру, яка тривала лише 5 років, Луїз сфотографувала всіх зірок, які проходили через студію, включаючи Грету Гарбо (Луїз була однією з семи фотографів, яким дозволено робити її портрети), Лона Чейні, Джона Гілберта, Джоан Кроуфорд, Меріон Девіс, Анну Мей Вонг, Ніну Мей МакКінні та Норму Ширер. За підрахунками, вона зробила понад 100 000 фотографій за час свого перебування в MGM. Нині вона вважається рівною Джорджу Херреллу та іншим відомим гламурним фотографам епохи.
Окрім пильної уваги до костюмів та декорацій для студійних фотографій, Луїз також включила у свої роботи такі аспекти модерністських рухів, як кубізм, футуризм та німецький експресіонізм.
Хоча в 1930 році її контракт з MGM не було продовжено, і посада головного портретного фотографа перейшла до Джорджа Геррелла, Рут Луїз продовжувала працювати до 1932 року, остання її фотосесія була з акторкою Анною Стен. 

## Подальше читання
- Dance, R.; Robertson, B.: Ruth Harriet Louise and Hollywood Glamour Photography, Univ. of California Press 2002; ISBN 0-520-23347-6.
- Kobal, John. Hollywood Glamor Portraits: 145 Photos of Stars, 1926—1949. Courier Corporation, 1976. ISBN 9780486233529.
- Vieira, Mark A. George Hurrell's Hollywood: Glamour Portraits 1925—1992. Running Press, 2013. ISBN 9780762450398.